# Ганнопільська сільська територіальна громада
Ганнопільська сільська територіальна громада — територіальна громада в Україні, у Шепетівському районі Хмельницької області. Адміністративний центр — село Ганнопіль.
Площа громади — 199,45 км², населення — 6299 мешканців (2018).
Утворена 13 серпня 2015 року шляхом об'єднання Великоскнитської, Ганнопільської, Довжківської, Киликиївської, Клепачівської, Малоскнитської та Хоняківської сільських рад.
Громада розташована на північночі району. Межує на заході з Крупецькою сільською громадою, на півночі з Рівненською областю, на сході з Берездівською сільською громадою, на півдні з Улашанівською сільською громадою.
Розташована в межах Волинської височини. Територією громади протікають річки Жариха, Корчик та інші менші річки.
Орган місцевого самоврядування — Ганнопільська сільська рада об'єднаної територіальної громади. Перші вибори відбулися 25 жовтня 2015 року.

## Населені пункти
До складу громади входять 16 сіл:
| Село                   | Населення (2015) |
| ---------------------- | ---------------- |
| Ганнопіль              | 804              |
| Довжки                 | 788              |
| Киликиїв               | 672              |
| Клепачі                | 622              |
| Рівки                  | 503              |
| Великий Скнит          | 432              |
| Понора                 | 414              |
| Глинники               | 408              |
| Шатерники              | 408              |
| Малий Скнит            | 380              |
| Хоросток               | 353              |
| Нараївка               | 291              |
| Соснівка               | 174              |
| Хоняків                | 173              |
| Досін                  | 171              |
| Прикордонна Улашанівка | 154              |

## Інфраструктура
На території громади — 7 загальноосвітніх навчальних закладів І-ІІІ ступеня, 2 загальноосвітніх навчальних заклади І-ІІ ступеня, 1 загальноосвітній навчальний заклад І ступеня, 7 дошкільних навчальних закладів, 24 заклади культури, 16 ФАПів та 1 поліклініка.

## Символіка
Затверджена 24 грудня 2019 року рішенням № 10-47/2019 XLVII сесії сільської ради VII скликання. Автори — В. М. Напиткін, К. М. Богатов, М. І. Медведюк.

### Герб
У червоному щиті срібний хрест з срібним круглим розширенням на перетині рамен, на вертикальному рамені червоний полум'яний меч у стовп. У першій і четвертій частинах срібні підкови вушками догори, у другій і третій золоті лемехи Щит вписаний у декоративний картуш і увінчаний червоною територіальною короною. Унизу картуша напис «ГАННОПІЛЬСЬКА ОТГ».
Срібний хрест — символ Волині, водночас символ перехрестя торговельних шляхів, на яких постав Ганнопіль, який, в свою чергу, позначений колом у центрі. Полум'яний меч — символ церкви Архистратига Михаїла, яка знаходиться в Ганнополі. Підкови — символ удачі, працелюбності, водночас частина герба Ганнополя, лемехи — символ сільського господарства.

### Прапор
а квадратному червоному полотнищі білий хрест із білим круглим розширенням на перетині рамен, на вертикальному рамені червоний вертикальний полум'яний меч. На верхній древковій і нижній вільній частинах білі підкови вушками догори, на верхній вільній і нижній древковій частинах жовті лепехи. Ширина рамен дорівнює 1/4 від ширини прапора.